# (10206) 1997 PC2
1997 بي سي 2 (ويعرف أيضًا باسم (10206) 1997 بي سي 2 وفق تسمية الكوكب الصغير) (بالإنجليزية: 1997 PC2)‏ هو كويكب ضمن حزام الكويكبات؛ وترتيبه 10206 من حيث الاكتشاف.
اكتُشف هذا الجُرم الفلكي بواسطة Leonard L. Amburgey ‏ في 7 أغسطس 1997.

## وصلات خارجية
- (10206) 1997 PC2 في قاعدة بيانات مختبر الدفع النفاث لأجرام النظام الشمسي الصغيرة

- الاكتشاف · مخطط المدار ·  العناصر المدارية · المعلمات المادية

- (10206) 1997 PC2 على موقع ويكي سكاي: DSS2, SDSS, GALEX, IRAS, Hydrogen α, X-Ray, Astrophoto, Sky Map, Articles and images